# Barrage romain de Cornalvo
Le barrage romain de Cornalvo ou Cornalbo est situé à 15 km au nord-est de la ville de Mérida, dans la province de Badajoz, en Estrémadure, dans le sud-ouest de l'Espagne. 

## Présentation
Ce barrage, construit en 130, sous le règne de l'empereur Hadrien, est édifié sur la rivière Albarregas. Il a été utilisé pour alimenter en eau la ville d'Augusta Emerita, l'actuelle Mérida.
Il est constitué d'un solide mur de 220 m de long et 18 m de hauteur, son versant amont ayant la forme de terrasses. La capacité du réservoir est de 3 millions de mètres cubes.
Comme le barrage voisin de Proserpine, le barrage de Cornalvo est encore en activité de nos jours. Ces deux ouvrages d'art sont parmi les plus remarquables exemples qui nous soient parvenus de l'ingénierie romaine en matière de gestion de l'eau.
Ce bâtiment a été déclaré monument national le 13 décembre 1912 et a été inscrit au Patrimoine mondial sous l'égide de l'UNESCO en 1993 au sein de l'ensemble archéologique de Mérida. Le réservoir est encore utilisé aujourd'hui.